# Middle Andaman
Middle Andaman är en ö i Indien.   Den ligger i unionsterritoriet Andamanerna och Nikobarerna, i den sydöstra delen av landet, 2 400 km sydost om huvudstaden New Delhi. Arean är 1,5 kvadratkilometer.
Terrängen på Middle Andaman är lite kuperad. Öns högsta punkt är 493 meter över havet. Den sträcker sig 70,1 kilometer i nord-sydlig riktning, och 32,1 kilometer i öst-västlig riktning.  I omgivningarna runt Middle Andaman växer i huvudsak städsegrön lövskog.